# Kreuzkrieg
Der sogenannte Kreuzkrieg war eine Auseinandersetzung zwischen der Stadt St. Gallen und dem Kloster St. Gallen in den Jahren 1697/98.
Seit der Reformation war es den Katholiken untersagt, mit Fahnen und aufrecht getragenen Kreuzen Prozessionen durch die Stadt ins Kloster durchzuführen. Der Fürstabt Leodegar Bürgisser (1640–1717) setzte sich 1697 über dieses Verbot hinweg. Der Hofmarschall des Abtes, Fidel von Thurn, schnitt der Stadt daraufhin die Zufuhr von Lebensmitteln und Handelsgütern ab und drängte die katholischen Schirmorte zum Aufrüsten, um dem besser gerüsteten und die reformierten Interessen vertretenden Zürich und seinen Verbündeten entgegentreten zu können. Der Abt und die Stadt rüsteten sich zum Krieg und boten Truppen auf. Die Stadt suchte Hilfe bei den reformierten Appenzellern und informierte die Stadt Zürich.
Es wurden bereits Schüsse gewechselt, als es dank der Vermittlung des französischen Gesandten 1698 gelang, die vier Schirmorte, Zürich, Luzern, Schwyz und Glarus am 14. Oktober 1698 zu einem Vergleich zu bewegen. Danach sollten die Stadt und der Abt die Waffen niederlegen und die Befestigungen schleifen. Bei Prozessionen sollen die Kreuze vor den Toren der Stadt von den Stangen abgenommen und nicht in die Höhe gehalten werden. Das Gesuch der Stadt, für das Tragen der Kreuze 14'000 Gulden zu bezahlen, wurde abgelehnt. Die Stadt hatte dem Abt 3800 Gulden zu zahlen.